# Aeschynomene aphylla
Aeschynomene aphylla là một loài thực vật có hoa trong họ Đậu. Loài này được Wild miêu tả khoa học đầu tiên.